# CMLL世界ミドル級王座
CMLL世界ミドル級王座は、CMLLが管理、認定している王座。

## 歴代王者
| 歴代   | 選手                           | 戴冠回数 | 獲得日付       | 獲得場所               |
| ------ | ------------------------------ | -------- | -------------- | ---------------------- |
| 初代   | ブルー・パンテル               | 1        | 1991年12月18日 | ゲレーロ州アカプルコ   |
| 第2代  | エル・ダンディ                 | 1        | 1992年7月3日   | メキシコシティ         |
| 第3代  | ベスティア・サルバヘ           | 1        | 1992年9月4日   | メキシコシティ         |
| 第4代  | エル・ダンディ                 | 2        | 1992年12月16日 | メヒコ州ナウカルパン   |
| 第5代  | エミリオ・チャレス・ジュニア   | 1        | 1993年5月12日  | ゲレーロ州アカプルコ   |
| 第6代  | エル・ダンディ                 | 3        | 1993年10月5日  | メキシコシティ         |
| 第7代  | ハビエル・ヤネス               | 1        | 1994年3月      | メキシコ               |
| 第8代  | アポロ・ダンテス               | 1        | 1994年9月11日  | メキシコシティ         |
| 第9代  | エル・サタニコ                 | 1        | 1994年11月27日 | ハリスコ州グアダラハラ |
| 第10代 | リンゴ・メンドーサ             | 1        | 1999年3月7日   | メキシコシティ         |
| 第11代 | エミリオ・チャルレス・ジュニア | 2        | 2001年3月18日  | メキシコシティ         |
| 第12代 | ネグロ・カサス                 | 1        | 2004年4月26日  | プエブラ州プエブラ     |
| 第13代 | アベルノ                       | 1        | 2006年9月17日  | メキシコシティ         |
| 第14代 | エル・イホ・デル・ファンタズマ | 1        | 2009年7月21日  | メキシコシティ         |
| 第15代 | ネグロ・カサス                 | 2        | 2010年2月14日  | メキシコシティ         |
| 第16代 | 獣神サンダー・ライガー         | 1        | 2010年5月3日   | 福岡国際センター       |
| 第17代 | ドラゴン・ロホ・ジュニア       | 1        | 2011年11月18日 | メキシコシティ         |
| 第18代 | アンヘル・デ・オロ             | 1        | 2017年3月25日  | メキシコシティ         |
| 第19代 | クアトレロ                     | 1        | 2018年1月19日  | 後楽園ホール           |
| 第20代 | エル・ソベラノ・ジュニア       | 1        | 2021年12月10日 | メキシコシティ         |
| 第21代 | ドラゴン・ロホ・ジュニア       | 2        | 2022年4月2日   | メキシコシティ         |
| 第22代 | テンプラリオ                   | 1        | 2023年5月12日  | メキシコシティ         |